# تپه تم مهتر
تپه تم مهتر مربوط به هزاره سوم و ۱ قبل از میلاد - سده‌های اولیه دوران‌های تاریخی پس از اسلام است و در شهرستان میناب، بخش توکهور، دهستان چراغ آباد، روستای چراغ آباد واقع شده و این اثر در تاریخ ۲۶ اسفند ۱۳۸۶ با شمارهٔ ثبت ۲۲۰۹۸ به‌عنوان یکی از آثار ملی ایران به ثبت رسیده است.